# Caicara del Orinoco
Caicara del Orinoco – miasto w Wenezueli, w stanie Bolívar, siedziba gminy Cedeño.
Według danych szacunkowych na rok 2015 liczy 50 900 mieszkańców.